# Digonocryptus variegatus
Digonocryptus variegatus là một loài tò vò trong họ Ichneumonidae.